# Флоріан Яништинь
Флоріан Яништинь (нім. Florian Janistyn, 22 квітня 1988) — австрійський плавець.
Учасник Олімпійських Ігор 2008, 2012 років.